# سولدات (رتبة)
سولدات (short: S ، plural Soldaten) تشير إلى أدنى رتبة من رتب المجندين (الذكور) في القوات المسلحة البرية في ألمانيا والنمسا وسويسرا. تعادل رتبة جندي في القوات المسلحة العربية. عادةً ما يتم تصنيفها كـ OR-1 ضمن نظام تصنيف الناتو، باستثناء الخدمات المسلحة السويسرية التي لا تشكل جزءًا من الناتو.

## ألمانيا
```
ترجع جذور المصطلح الألماني 
سولدت
 (المكافئ 
للجندي
 باللغة العربية) إلى القرن السادس عشر، حيث كان عبارة عن تسمية مشتركة لأفراد 
المشاة
 العسكرية، من غير الضباط. الكلمة الأمانية 
Soldat
 ماخوذة من 
Sold والتي تعني «الدفع» أي اعطاء المال
، وعلى هذا النحو فإن مصطلح " 
Soldat"
 يشير لشخص يتلقى المال مقابل تقديمه خدمة عسكرية.
```

في القوات المسلحة الفيدرالية الألمانية (الجيش الألماني)، يمكن أن يكون المصطلح الجماعي لأي شخص يرتدي الزي العسكري، على سبيل المثال الضباط (بالألمانية: Offiziere)، ضباط الصف (بالألمانية: Unteroffiziere)، والرجال المجندون (بالألمانية: Mannschaften).
يتم استخدامه في البوندسوير لوصف المجندين (بالألمانية: Wehrpflichtiger)، والمتطوعون الذين يعملون لفترة قصيرة/طويلة الأجل (بالألمانية: Zeitsoldat، أو Soldat auf Zeit)، والوظيفي أو العسكريون النظاميون (بالألمانية: Berufssoldat).
تقع الرتبة تحت درجة إيه3:A3 في قواعد الأجور في وزارة الدفاع الاتحادية.
فيما يلي تسلسل الرتب (النهج من أعلى إلى أسفل) في تلك المجموعة بالذات:
- OR-4a: أوبرشتابسجيرفرايتر
- OR-4b: Stabsgefreiter
- OR-3a: Hauptgefreiter
- OR-3b: Obergefreiter
- OR-2: جيرفرايتر
- OR-1: سولدات (الجيش والقوات الجوية والبحرية)

## تعيين
| تسمية او وصف الرتبة | اختصار      | على سبيل المثال |
| --- | ----------- | --- |
| Flieger | FLG         | - أي شخص يرتدي زي سلاح الجو الألماني كأدنى رتبة OR1، مع استثناء الجناح الصاروخي للدفاع الجوي الأول - أدنى رتبة للجنود OR1 في وحدات فيلق الطيران للجيش الألماني |
| Funker | فو          | جنود من أدنى OR1 رتبة - في فيلق إشارة البوندسوير ، لا يشارك في وحدات القوات القتالية التكتيكية مثل فيلق المدرعة فيلق البوندسوير - من Heer (Bundeswehr) في مراكز الاتصالات Bundeswehr ثابتة - في وحدات إشارة الحرب الإلكترونية - في وحدات الاتصالات التشغيلية                          |
| <a href="https://en.wikipedia.org/wiki/Grenadier" rel="mw:ExtLink" data-linkid="108" class="cx-link" title="Grenadier">Grenadier</a> | Gren        | أي شخص يرتدي الزي الرسمي ل Heer (Bundeswehr) في Wachbataillon beim Bundesministerium der Verteidigung منذ عام 1991 (حتى 1991 Jäger) |
| جاغر | ديسك        | جنود من أدنى OR1 رتبة في وحدات Jägertruppe، Fallschirmjägertruppe و Gebirgsjägertruppe |
| Kanonier | كان         | جندي من أدنى OR1 رتبة - لوحدة البوندسوير التابعة لفيلق المدفعية (معفاة Panzerhaubitze) - في Flugabwehrraketengeschwader 1 من Luftwaffe (Bundewehr) - خدمة البوندسوير الجغرافية للمعلومات التابعة لهير (البوندسوير)                                                                    |
| Matrose | MATR        | شخص يرتدي زياً أدنى رتبة في البحرية الألمانية |
| Panzerfunker | PzFu        | جنود من أدنى رتبة OR1 من القوات إشارة ، دمجها في وحدات فيلق المدرعة في الجيش الألماني |
| Panzergrenadier | PzGren ، PG | - جندي من أدنى رتبة OR1 من وحدات من الجيش الألماني Panzergrenadiertruppe (en: المشاة الآلية) - Panzergrenadier هو أيضًا الاسم الجماعي لجميع الأشخاص الذين يرتدون الزي العسكري لـ Bundeswehr Panzergrenadiertruppe                                                                      |
| Panzerjäger | PzJg        | تم حذف رتبة OR1 هذه تمشيا مع إلغاء Bundeswehr Panzerjägertruppe (en: القوات المضادة للدبابات) حتى عام 2006. - في الفترة من 1955 إلى 2006، كانت أدنى رتبة OR1 من Panzerjägertruppe - كان Panzergrjäger أيضًا الاسم الجماعي لجميع الأشخاص الذين يرتدون الزي العسكري لـ Panzerjägertruppe |
| Panzerkanonier | PzKan       | جندي من أدنى رتبة OR1 من بطاريات فيلق المدفعية Bundeswehr ، ومجهزة مدافع الهاوتزر ذاتية الدفع (دي: Panzerhaubitze) |
| Panzerpionier | PzPi        | - جندي من أدنى رتبة OR1 من وحدات الجيش الألماني Panzerpionier (ar: مهندس مدرع) - Panzerpionier هو أيضًا الاسم الجماعي لجميع الأشخاص الذين يرتدون الزي الرسمي لكتائب Bundeswehr Panzerpionier / Panzerpionier.                                                                          |
| Panzerschütze | PzSchtz     | جندي من أدنى رتبة OR1 من وحدات من الجيش الألماني Panzertruppe (en: فيلق المدرعة) |
| PIONIER | متزمت       | - جندي من أدنى رتبة OR1 من الجيش الألماني Pioniertruppe (ar: الهندسة القتالية)، مع إعفاء الشركات الهندسية المدرعة / كتائب المهندسين المدرعة - Pionier هو أيضًا الاسم الجماعي لجميع الأشخاص الذين يرتدون الزي العسكري في Bundeswehr Pioniertruppe                                       |
| Sanitätssoldat | SanSdt      | - جندي من أدنى رتبة OR1 من الخدمة الطبية المشتركة (ألمانيا) والخدمات الطبية Heer (Bundeswehr) - Sanitätssoldat هو أيضًا الاسم الجماعي لجميع الأشخاص الذين يرتدون الزي العسكري في Sanitätsdienst der Bundeswehr (ar: Bundeswehr Medical Service)                                        |
| Schütze | Schtz       | عادةً أي عسكري يرتدي زياً عسكرياً ويخدم في Heer (Bundeswehr)، ولا ينتمي إلى صفوف OR1 المذكورة أعلاه. |